# Flavius Rufinus
Flavius Rufinus  (Aquitanië ca. 335 – 27 november 395) was een hoge functionaris aan het hof van de Romeinse keizer Theodosius I. Hij was van Gallische afkomst en diende als Praetoriaanse prefect van het Oosten. Hij beoefende deze functie tevens uit voor Arcadius, de zoon van Theodosius, onder wie Rufinus de feitelijke macht achter de troon was. De bronnen zijn over het algemeen uiterst negatief over Rufinus. Naast dat hij groot van postuur was, wordt hij omschreven als ambitieus, hebzuchtig en zonder principes, en die bovendien streng christelijk was. In de bronnen is ook opgetekend dat hij moeite had met de Griekse taal en daarom voornamelijk de Latijnse taal bezigde.

## Magister officiorum
Rufinus was een vertrouweling van keizer Theodosius. In 388 werd hij benoemd tot magister officiorum (hofmaarschalk), een zeer invloedrijke functie waar hij leiding gaf over de hofhouding en paleizen van de keizer. Hij maakte dankbaar gebruik van zijn band met de keizer om zijn tegenstanders aan het hof zwart te maken. Deze tegenstanders waren met name Promotus en Timasius, respectievelijk Theodosius' magister equitum en magister peditum. Tijdens een raadsvergadering beledigde Rufinus Promotus en kwam het tot een handgemeen waarbij Rufinus klappen kreeg van Promotus. Dit voorval kwam ter oren van de keizer die de zijde van Rufinus koos. Theodosius stuurde Promotus naar Thracië waar hij werd belast met de training van de troepen. Tijdens de reis er naar toe werd Promotus aangevallen en gedood door barbaren (september 392). Volgens ingewijden had Rufinus hier de hand in.
In 392 werd Rufinus benoemd tot Romeinse consul en in datzelfde jaar werd hij aangesteld als Praetoriaanse prefect van het Oosten. Met deze laatste functie werd hij na de keizer de machtigste persoon in het Oost-Romeinse rijk.  Bij zijn benoeming behield hij de verantwoordelijkheden van de magister officiorum. Om prefect te worden, moest Rufinus eerst de keizer er toe zetten om Tatianus, die deze functie op dat moment uitoefende, ervan te ontheffen. Tatianus werd met zijn zoon Proclus, de  prefect van Constantinopel van corruptie beschuldigd. Proclus werd geëxecuteerd terwijl zijn vader werd verbannen.

## Praetoriaanse prefect van het Oosten
Diezelfde bronnen vermelden dat Rufinus de zoon van Theodosius na zijn dood naar zijn hand zette. In de periode direct na Theodosius' dood, in januari 395, was Rufinus praktisch de heerser van het Oost-Romeinse rijk, aangezien hij grote invloed uitoefende op de jonge keizer Arcadius . In de Panegyricus van de Romeinse dichter Claudianus verklaarde deze dat Rufinus bij keizer Arcadius er op aandrong zijn dochter met hem te laten trouwen. Met dit huwelijk wilde hij zijn positie verstevigen. Dit plan werd belemmerd door een andere keizerlijke minister, Eutropius . Deze ambtenaar, die de functie van kamerheer bekleedde, regelde in plaats daarvan een huwelijk met Aelia Eudoxia, die een kind was van een van Rufinus 'tegenstanders.
Rufinus had een hekel aan de westerse magister militum Stilicho, en gebruikte zijn invloed op Arcadius  om te verhinderen dat Stilicho de Visigotisch vorst Alarik kon verpletteren in de  Gotische oorlog van 395 tot 398 toen hij daarvoor de kans kreeg. Stilicho had Alarik en de Visigoten in Griekenland in de tang (395), maar zijn oostelijke troepen stonden onder bevel van Arcadius, die, op voorstel van Rufinus werden terug gehaald. Stilicho werd hierdoor gedwongen zijn campagne te stoppen en moest zijn troepen over de grens naar het westen terug trekken. Onder generaal Gainas vermoordden de oostelijke troepen die hij had teruggeroepen Rufinus echter op 27 november 395.

## Overig
Rufinus had een zus, Silvia, een vrome pelgrim die genoemd wordt in Palladius ' Lausiac History .